# Vénuszpapucs

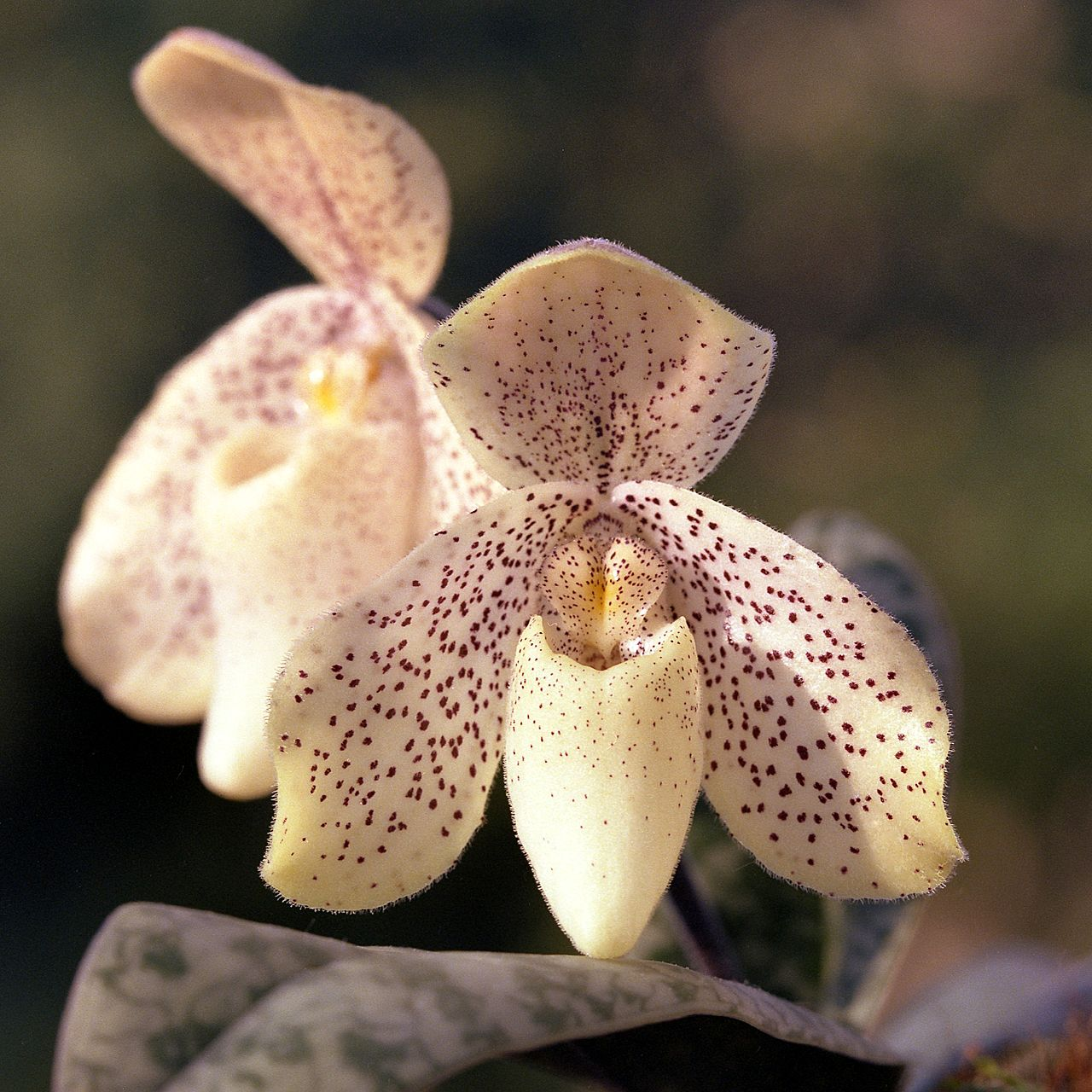
Paphiopedilum concolor

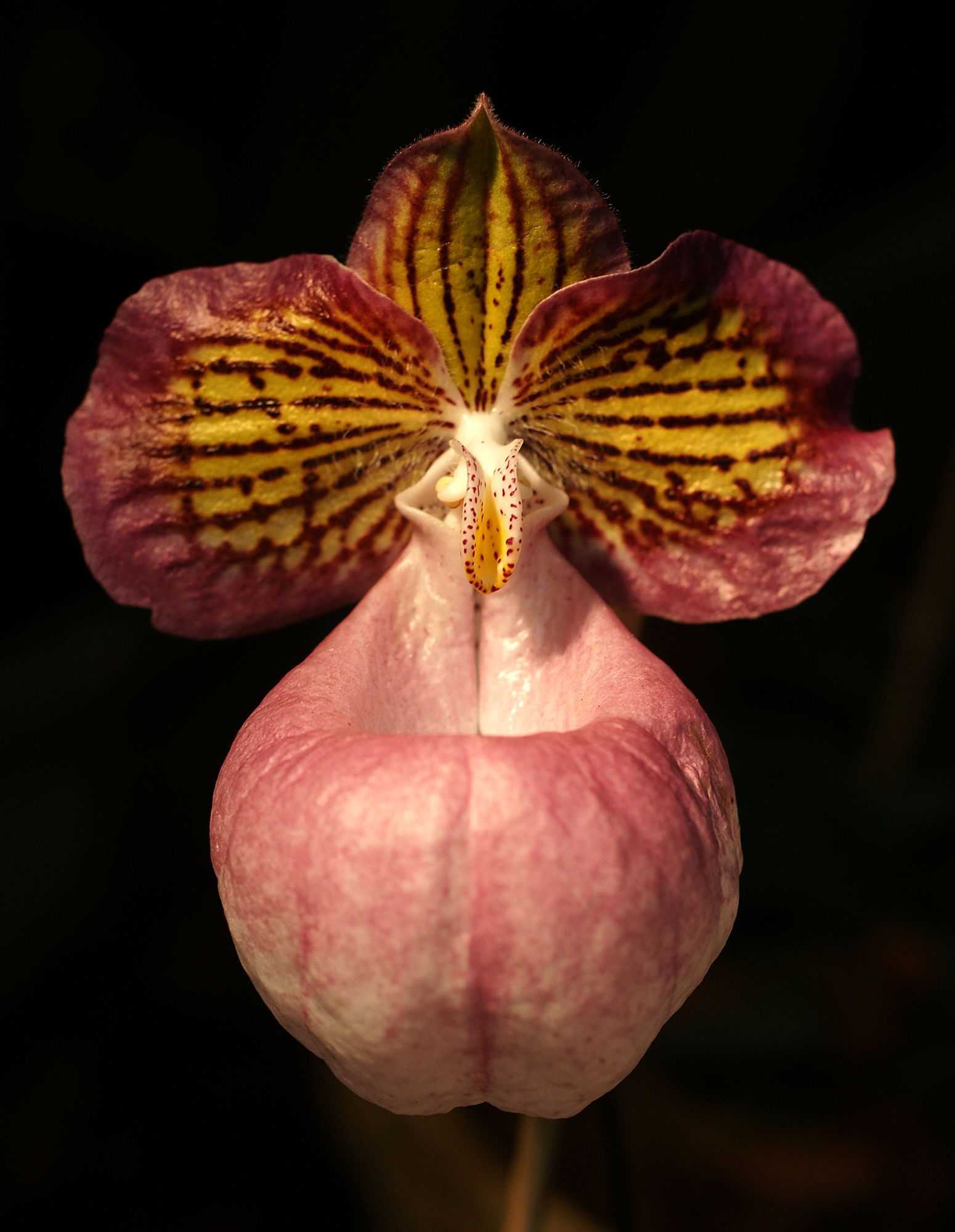
Paphiopedilum micranthum

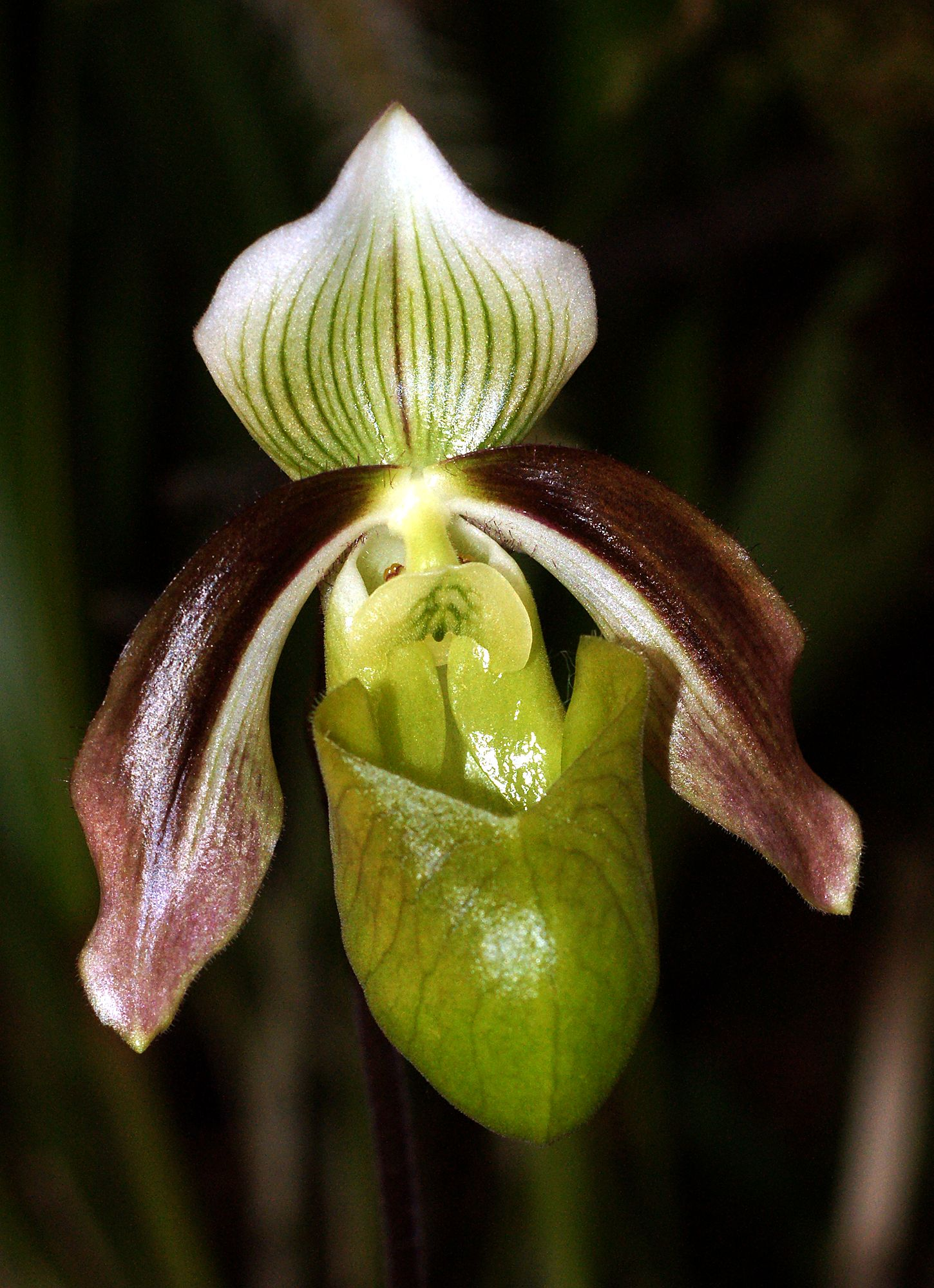
Paphiopedilum violascens

A vénuszpapucs (Paphiopedilum) az egyszikűek (Liliopsida) osztályának a spárgavirágúak (Asparagales) rendjébe, ezen belül a kosborfélék (Orchidaceae) családjába tartozó nemzetség.

## Előfordulásuk
A vénuszpapucsfajok előfordulási területe India, Dél-Kína, Délkelet-Ázsia, beleértve a Maláj-félszigetet és a Fülöp-szigeteket is. Ennek a nemzetségnek a legdélkeletibb elterjedése Új-Guineában és a Salamon-szigeteken van.

## Rendszerezés
A nemzetségbe az alábbi 97 faj és 31 hibrid tartozik:
- Paphiopedilum acmodontum M.W.Wood
- Paphiopedilum adductum Asher
- Paphiopedilum affine De Wild.
- Paphiopedilum appletonianum (Gower) Rolfe
- Paphiopedilum areeanum O.Gruss
- Paphiopedilum argus (Rchb.f.) Stein
- Paphiopedilum armeniacum S.C.Chen & F.Y.Liu
- Paphiopedilum barbatum (Lindl.) Pfitzer
- Paphiopedilum barbigerum Tang & F.T.Wang
- Paphiopedilum bellatulum (Rchb.f.) Stein
- Paphiopedilum bougainvilleanum Fowlie
- Paphiopedilum braemii H.Mohr
- Paphiopedilum bullenianum (Rchb.f.) Pfitzer
- Paphiopedilum callosum (Rchb.f.) Stein
- Paphiopedilum canhii Aver. & O.Gruss
- Paphiopedilum charlesworthii (Rolfe) Pfitzer
- Paphiopedilum ciliolare (Rchb.f.) Stein
- Paphiopedilum coccineum Perner & R.Herrm.
- Paphiopedilum concolor (Lindl. ex Bateman) Pfitzer
- Paphiopedilum cornuatum Z.J.Liu, O.Gruss & L.J.Chen
- Paphiopedilum dayanum (Lindl.) Stein
- Paphiopedilum delenatii Guillaumin
- Paphiopedilum dianthum Tang & F.T.Wang
- Paphiopedilum druryi (Bedd.) Stein
- Paphiopedilum emersonii Koop. & P.J.Cribb
- Paphiopedilum exul (Ridl.) Rolfe
- Paphiopedilum fairrieanum (Lindl.) Stein
- Paphiopedilum fowliei Birk
- Paphiopedilum gigantifolium Braem, M.L.Baker & C.O.Baker
- Paphiopedilum glanduliferum (Blume) Stein
- Paphiopedilum glaucophyllum J.J.Sm.
- Paphiopedilum godefroyae (God.-Leb.) Stein
- Paphiopedilum gratrixianum Rolfe
- Paphiopedilum hangianum Perner & O.Gruss
- Paphiopedilum haynaldianum (Rchb.f.) Stein
- Paphiopedilum helenae Aver.
- Paphiopedilum hennisianum (M.W.Wood) Fowlie
- Paphiopedilum henryanum Braem
- Paphiopedilum hirsutissimum (Lindl. ex Hook.) Stein
- Paphiopedilum hookerae (Rchb.f.) Stein
- Paphiopedilum inamorii P.J.Cribb & A.L.Lamb
- Paphiopedilum insigne (Wall. ex Lindl.) Pfitzer - típusfaj
- Paphiopedilum intaniae Cavestro
- Paphiopedilum jackii H.S.Hua
- Paphiopedilum javanicum (Reinw. ex Lindl.) Pfitzer
- Paphiopedilum kolopakingii Fowlie
- Paphiopedilum lawrenceanum (Rchb.f.) Pfitzer
- Paphiopedilum liemianum (Fowlie) K.Karas. & K.Saito
- Paphiopedilum lowii (Lindl.) Stein
- Paphiopedilum malipoense S.C.Chen & Z.H.Tsi
- Paphiopedilum mastersianum (Rchb.f.) Stein
- Paphiopedilum micranthum Tang & F.T.Wang
- Paphiopedilum moquetteanum (J.J.Sm.) Fowlie
- Paphiopedilum nataschae Braem
- Paphiopedilum niveum (Rchb.f.) Stein
- Paphiopedilum ooii Koop.
- Paphiopedilum papuanum (Ridl. ex Rendle) L.O.Williams
- Paphiopedilum parishii (Rchb.f.) Stein
- Paphiopedilum parnatanum Cavestro
- Paphiopedilum philippinense (Rchb.f.) Stein
- Paphiopedilum platyphyllum T.Yukawa
- Paphiopedilum praestans (Rchb.f.) Pfitzer
- Paphiopedilum primulinum M.W.Wood & P.Taylor
- Paphiopedilum purpuratum (Lindl.) Stein
- Paphiopedilum randsii Fowlie
- Paphiopedilum richardianum Asher & Beaman
- Paphiopedilum robinsonianum Cavestro
- Paphiopedilum rothschildianum (Rchb.f.) Stein
- Paphiopedilum rungsuriyanum O.Gruss, Rungruang, Chaisur. & Dionisio
- Paphiopedilum sanderianum (Rchb.f.) Stein
- Paphiopedilum sangii Braem
- Paphiopedilum schoseri Braem & H.Mohr
- Paphiopedilum spicerianum (Rchb.f.) Pfitzer
- Paphiopedilum stenolomum Z.J.Liu, O.Gruss & L.J.Chen
- Paphiopedilum stonei (Hook.) Stein
- Paphiopedilum sugiyamanum Cavestro
- Paphiopedilum sukhakulii Schoser & Senghas
- Paphiopedilum supardii Braem & Löb
- Paphiopedilum superbiens (Rchb.f.) Stein
- Paphiopedilum thaianum Iamwir.
- Paphiopedilum tigrinum Koop. & N.Haseg.
- Paphiopedilum tonsum (Rchb.f.) Stein
- Paphiopedilum tranlienianum O.Gruss & Perner
- Paphiopedilum urbanianum Fowlie
- Paphiopedilum vejvarutianum O.Gruss & Roellke
- Paphiopedilum venustum (Wall. ex Sims) Pfitzer
- Paphiopedilum victoria-mariae (Sander ex Rolfe) Rolfe
- Paphiopedilum victoria-regina (Sander) M.W.Wood
- Paphiopedilum vietnamense O.Gruss & Perner
- Paphiopedilum villosum (Lindl.) Stein
- Paphiopedilum viniferum Koop. & N.Haseg.
- Paphiopedilum violascens Schltr.
- Paphiopedilum qingyongii Z.J.Liu & L.J.Chen
- Paphiopedilum wardii Summerh.
- Paphiopedilum wenshanense Z.J.Liu & J.Yong Zhang
- Paphiopedilum wentworthianum Schoser & Fowlie
- Paphiopedilum wilhelminae L.O.Williams

- Paphiopedilum × aspersum Aver.
- Paphiopedilum × burbidgei (Rchb.f.) Pfitzer
- Paphiopedilum × cribbii Aver.
- Paphiopedilum × dalatense Aver.
- Paphiopedilum × dixlerianum Braem & Chiron
- Paphiopedilum × expansum J.T.Atwood
- Paphiopedilum × fanaticum Koop. & N.Haseg.
- Paphiopedilum × frankeanum Rolfe
- Paphiopedilum × glanzii O.Gruss & Perner
- Paphiopedilum × grussianum H.S.Hua
- Paphiopedilum × herrmannii F.Fuchs & H.Reisinger
- Paphiopedilum × huangrongshuanum Petchl. & O.Gruss
- Paphiopedilum × kimballianum (Rchb.f.) Rolfe
- Paphiopedilum × leeanum O.Gruss
- Paphiopedilum × littleanum (auct.) Rolfe
- Paphiopedilum × lushuiense Z.J.Liu & S.C.Chen
- Paphiopedilum × mattesii' Pittenauer ex Roeth & O.Gruss
- Paphiopedilum × nitens (Rchb.f.) Stein
- Paphiopedilum × petchleungianum O.Gruss
- Paphiopedilum × powellii Christenson
- Paphiopedilum × pradhanii Pradhan
- Paphiopedilum × sanjiangianum Petchl. & O.Gruss
- Paphiopedilum × schlechterianum O.Gruss
- Paphiopedilum × shipwayae Rolfe
- Paphiopedilum × siamense (Rolfe) Rolfe
- Paphiopedilum × sinovillosum Z.J.Liu & S.C.Chen
- Paphiopedilum × tamphianum Aver. & O.Gruss
- Paphiopedilum × undulatum Z.J.Liu & S.C.Chen
- Paphiopedilum × vietenryanum O.Gruss & Petchl.
- Paphiopedilum × wuliangshanicum Z.J.Liu, O.Gruss & L.J.Chen
- Paphiopedilum × yingjiangense Z.J.Liu & S.C.Chen